# Martin Rodbell
Martin Rodbell (Baltimore, Maryland, 1925. december 1. – Chapel,  Hill, Észak-Karolina, 1998. december 7.) amerikai biokémikus, molekuláris biológus. 1994-ben Alfred G. Gilmannal közösen elnyerte az orvostudományi Nobel-díjat a G-proteinek felfedezéséért.

## Tanulmányai

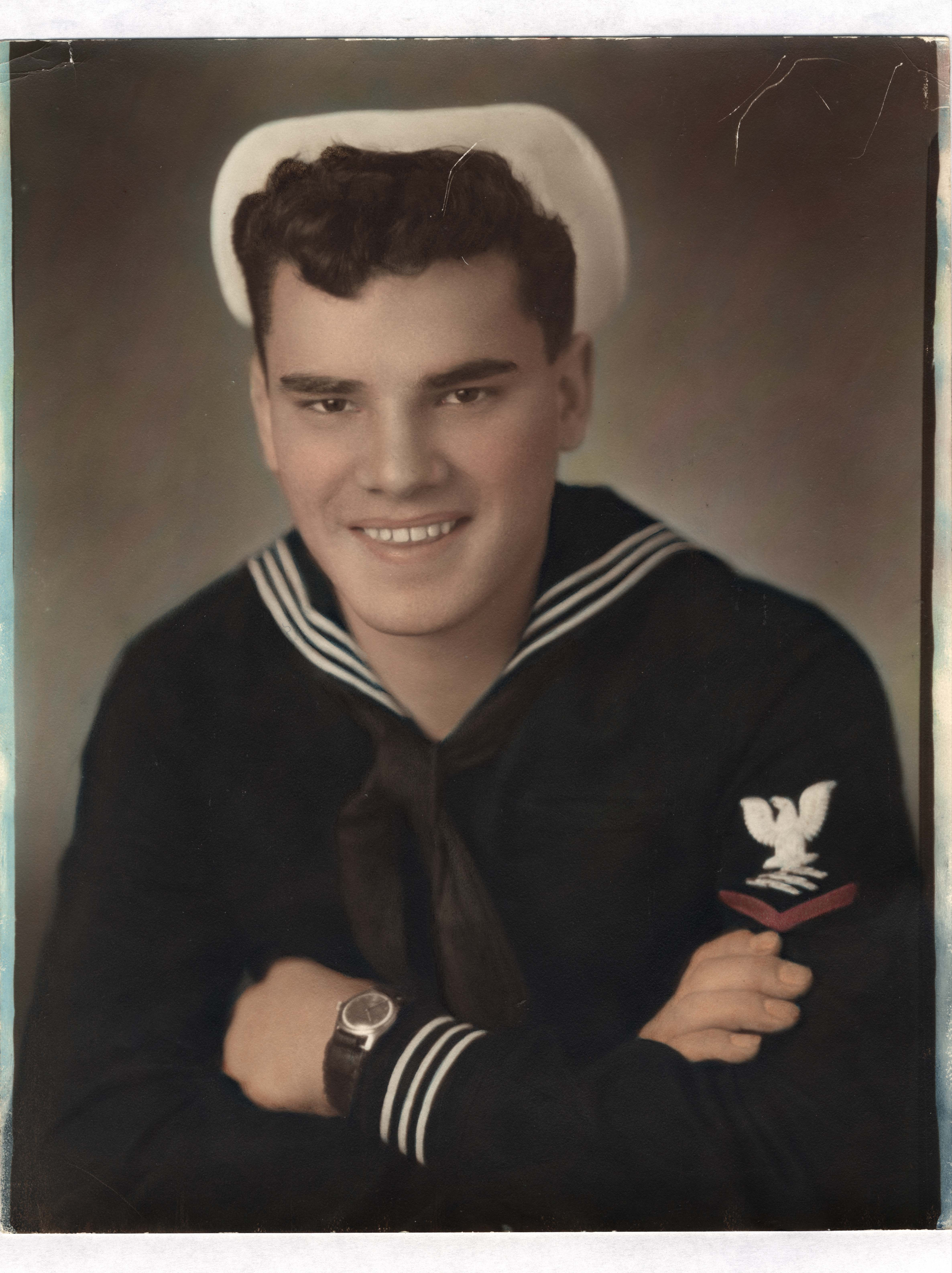
Rodbell a haditengerészetnél

Martin Rodbell 1925. december 1-én született a marylandi Baltimore-ban, zsidó családban. Apja Milton Rodbell kiskereskedő, anyja Shirley Rodbell (lánykori nevén Abrams) volt. Az elemi és középiskolát szülővárosában végezte el, utána pedig a Baltimore City College diákja volt, amely nem annyira a természettudományokban, hanem a nyelvoktatásban volt erős. Rodbell is francia irodalmat (és mellette biológiát) kezdett el hallgatni a Johns Hopkins Egyetemen 1943-ban. 1944-ben, 18 évesen bevonult a haditengerészethez és a második világháborút a csendes-óceáni flottánál rádiósként harcolta végig. A Fülöp-szigetek dzsungeleiben megkapta a maláriát és kórházi kezelésre szorult.
A háború után leszerelt és folytatta tanulmányait a Johns Hopkinson, elsősorban francia egzisztencialista filozófiával foglalkozott. Apja tanácsára (aki azt szerette volna, ha orvos lesz) és egyik diáktársa hatására mégis inkább a biológiai tárgyak felé fordult az érdeklődése és miután 1949-ben megszerezte BSc oklevelét és elvégzett egy egyéves kémiai kurzust, a Washingtoni Egyetemen kezdett biokémiát tanulni. 1954-ben megszerezte PhD fokozatát, disszertációjának témája a foszfolipidek anyagcseréje volt.    

## Kutatásai
Posztdoktori ösztöndíjjal az urbanai Illinois-i Egyetemen kezdte el kutatni az antibiotikumként használt kloramfenikol bioszintézisét. Egyetemi állásával együtt járt, hogy oktatnia kellett, de kezdeti rossz tapasztalatai után (diákjai nagy része megbukott a vizsgán) Rodbell inkább olyan intézményt választott, ahol csak kutatással kellett foglalkoznia. 1956-tól a National Institutes of Health (NIH), ezen belül a Nemzeti Szívkutatási Intézet munkatársa lett. Itteni témája a vér lipidszállítása és a lipidmetabolizmusben részt vevő proteinek voltak.
1960-ban elnyert egy ösztöndíjat a Brüsszeli Szabadegyetemre, ahol számos új technikát tanult: az izotópok használatát és a jelölt molekulák sejten belüli detektálását. Mivel családja Hágában lakott, 1961-től inkább a közelebbi leideni egyetem egyik laboratóriumában dolgozott, ahol megtanulta a szívizomsejtek tenyésztését. 

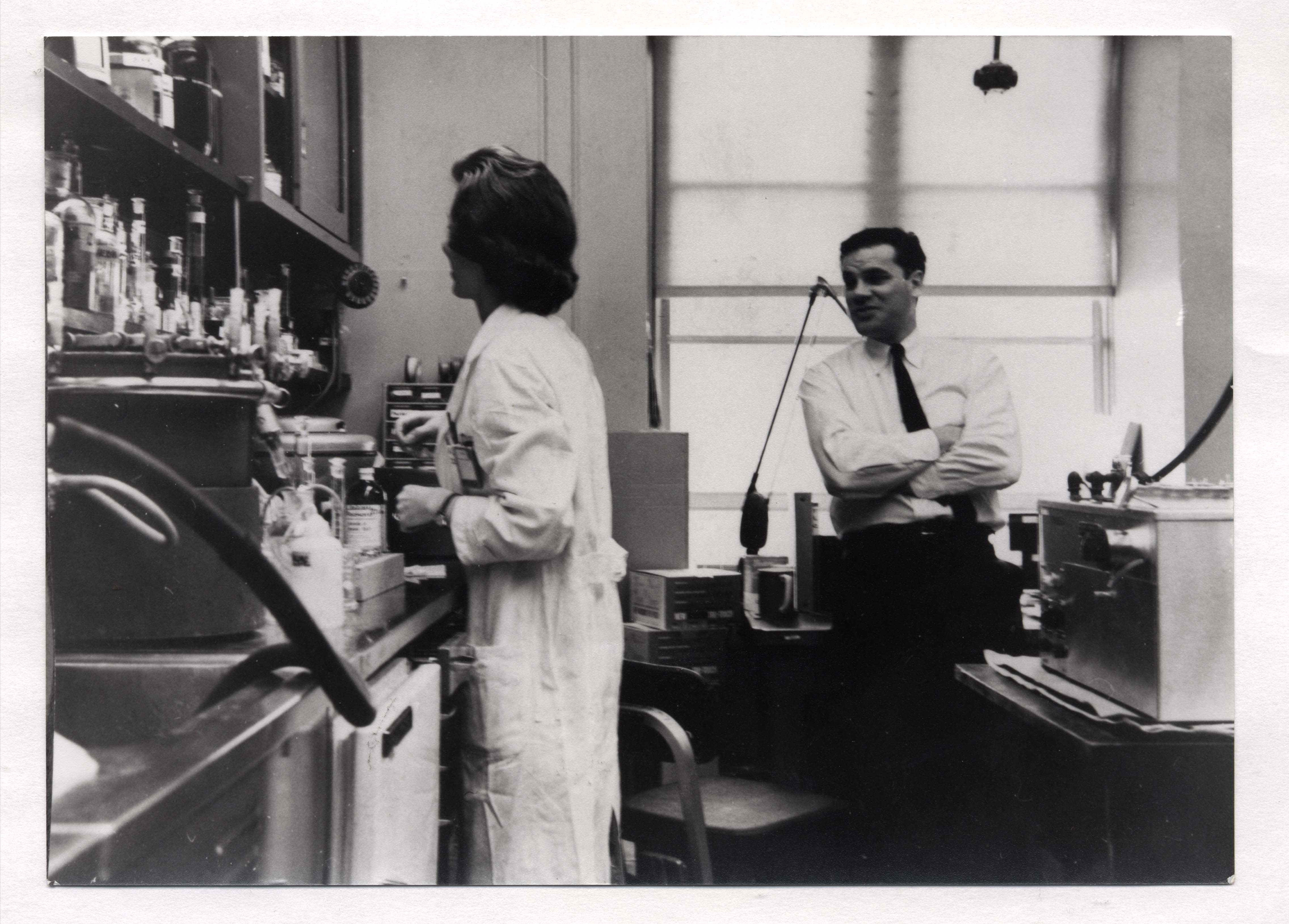
Martin Rodbell és Ann Butler Jones a 60-as évek közepén

Miután visszatért az Egyesült Államokba, az NIH táplálkozástudományi és endokrinológiai laboratóriumában folytatta tevékenységét. Leideni tapasztalatait felhasználva zsírsejteket akart tenyészteni, amelyeket zsírszövetből enzimes emésztéssel szabadított ki. Az intézetet meglátogató Nobel-díjas Bernardo Houssay kétségbe vonta, hogy a zsírsejtek életképesek lennének, ezért Rodbell kimutatta, hogy sejtjei képesek megkötni az inzulint, mi megváltoztatja cukorfelvevő tulajdonságaikat. Houssay biztatására bebizonyította, hogy az inzulin a sejt felszínén kötődik meg. Rodbellt érdekelni kezdte, miképp lesz a külső hatásból sejten belüli hatás, mi az a kapcsoló ami közvetít a receptor és belső információátadás között. A 60-as évek közepén tanulmányozni kezdte az Earl Sutherland révén megismert ciklikus AMP-rendszert. 1967-68-ban kutatói szabadságot vett ki és a Genfi Egyetemen kutatta a glukagon hatását a zsírsejtekre. Miután visszatért Amerikába a glukgon májsejt-membránhoz való kötődését vizsgálta és rájött, hogy az adenozin-trifoszfát (ATP) ezt a kötődést képes megfordítani. További kísérleteiből kiderült, hogy a hatást valójában az ATP-preparátumában nyomnyi szennyeződésként jelen levő guanozin-trifoszfát (GTP) okozza. Rodbell így kimutatta, hogy a receptorhoz kötődő hormon hatását egy GTP-t rendkívül specifikusan kötő fehérje adja tovább a szignál-transzdukciós rendszer további részének, és amelyet G-proteinnek nevezett el. A felfedezés alapvető fontosságúnak bizonyult a külvilág-citoplazma közötti jeltovábbító rendszer felderítésében.
1975-ben Rodbellt nevezték ki a táplálkozástudományi és endokrinológiai laboratórium vezetőjévé, majd 1985-ben ő lett az NIH Környezetegészségügyi Intézetének tudományos igazgatója. 1989-től ő volt az intézet szignál-transzdukciós részlegének vezetője, egészen 1994-ig, amikor a támogatások csökkentése miatt részlegét gyakorlatilag bezárták, ő pedig lemondott. Öt hónappal később neki (és Alfred G. Gilmannak) ítélték az az évi orvostudományi Nobel-díjat. 

## Családja
Martin Rodbell 1950-ben házasodott össze Barbara Ledermann-nal. Ledermann hollandiai zsidó volt, aki balett-táncosnak tanult és a második világháborúban a német megszállás idején bujkálni kényszerült. Ismerte Anna Frankot, aki többször megemlíti őt a naplójában. Ledermann szülei és nővére odavesztek Auschwitzban, ő pedig hamis papírokkal bujkált, zsidókat menekített és végül neki is sikerült Amerikába szöknie. A házaspárnak négy gyermeke született: Paul, Suzanne, Andrew és Phillip Rodbell.
Rodbell lelkes utazó volt (különösen Európát kedvelte), érdeklődött az irodalom iránt és maga is írt verseket. 1990-ben támogatta a Manzanar-projektet, melynek célja olyan egyszerű haltenyésztési technikák kidolgozása volt, amellyel enyhítene lehet az etiópiai éhínséget.
Martin Rodbell 1998. december 7-én halt meg, 73 évesen, szívbetegsége következtében.